# Белвидиър
 Тази статия е за града в Илинойс, САЩ.  За града в Ню Джърси вижте Белвидиър (Ню Джърси).  
Бѐлвидиър (на английски: Belvidere, [ˈbɛlvɪdɪər]) е град в северната част на Съединените американски щати, административен център на окръг Бун в щата Илинойс. Населението му е около 25 000 души (2010).
Разположен е на 252 метра надморска височина в Средния Царевичен пояс, на 21 километра източно от Рокфорд и на 110 километра северозападно от центъра на Чикаго. Селището е основано през 1835 година, а през 1851 година е свързано с железопътна линия до Чикаго. Днес край него е разположен завод за сглобяване на автомобили на „Фиат Крайслер Отомобайлс“.

## Известни личности
Родени в Белвидиър
- Джийн Ганг (р. 1964), архитектка